# Torelló Mountain Film
El Festival de Cine de Torelló, que forma part de la International Alliance for Mountain Film està dedicat a les creacions audiovisuals relacionades amb les activitats de muntanya i natura, incloent pel·lícules i documentals, exposicions de fotografia, exposicions de llibres de temàtica natural i espectacles que combinen art i natura. Es mostren diferents gèneres documentals: expedicions, reportatges de natura, esports d'aventura i documentals que denuncien el maltractament mediambiental. Se celebra a Torelló des de 1983, i s'atorguen diversos premis, entre ells a la millors pel·lícula, que rep el Gran Premi Vila de Torelló.